# 藤井省三
藤井 省三（ふじい しょうぞう、1952年11月15日 - ）は、日本の中国文学研究者。学位は、博士（文学）（東京大学・論文博士・1991年）。名古屋外国語大学教授・図書館長、東京大学名誉教授、日本学術会議会員。東京都品川区大井出身。

## 略歴
- 1972年 - 東京都立日比谷高等学校卒業（在学中に一年休学してオーストラリアに留学、また高校在学中に竹内好の中国の会に参加）
- 1976年 - 東京大学文学部卒業（第三類　中国語中国文学専修）
- 1978年3月　同大学大学院人文科学研究科中国文学専門課程修士課程を修了[1]
- 1979年 - 復旦大学留学（中国政府国費留学生、1980年まで。中国政府国費留学生が再開した第一期生）
- 1982年3月 - 東京大学大学院人文科学研究科中国語中国文学専門課程博士課程単位取得退学（指導教官は一貫して丸山昇）
- 1982年4月 - 同学文学部助手（漢籍コーナー勤務）
- 1985年4月- 桜美林大学文学部助教授（中国文学科勤務）
- 1988年4月 - 東京大学文学部助教授（中国語・中国文学研究室勤務）
- 1991年 - 「魯迅文学の形成と日中露三国の近代文化」で、博士（文学）（東京大学）の学位を取得[3]。
- 1994年 - 東京大学文学部教授
- 1995年 - 同学大学院人文社会系研究科教授。
- 2018年 -  定年退任、名誉教授。
- 2019年 - 名古屋外国語大学教授（外国語学部中国語科勤務）、図書館長[1]。

## 活動
魯迅を中核としつつ、張愛玲、李昂と莫言まで現代中国文学と映画、台湾文学、中国映画などに目配りし、著書も多い。村上春樹の中国への影響について纏めた。

### 所属学会
所属学会の名称50音順
- 国際魯迅研究会
- 東方学会
- 日本学術会議
- 日本台湾学会
- 日本中国学会
- 日本ペンクラブ

## 著書
- 『ロシアの影 夏目漱石と魯迅』（平凡社選書） 1985年

夏目漱石と魯迅の文学の背景を、ロシア第一革命の高揚とその後の反動の時代に生きた知識人の苦悩を描いたロシアの作家、レオニド・アンドレーエフの影響という観点で論じている。赤旗事件や大逆事件などに対する漱石の社会のへの関心について考察される。
- 『魯迅 「故郷」の風景』（平凡社選書） 1986年
- 『エロシェンコの都市物語 1920年代 東京・上海・北京』（みすず書房） 1989年
- 『中国文学この百年』（新潮選書） 1991年
- 『東京外語支那語部 交流と侵略のはざまで』（朝日選書） 1992年
- 『現代中国の輪郭』（自由国民社） 1993年
- 『中国映画を読む本』（朝日新聞社） 1996年
- 『魯迅「故郷」の読書史 近代中国の文学空間』（創文社） 1997年
- 『台湾文学この百年』（東方書店） 1998年
- 『現代中国文化探検 四つの都市の物語』（岩波新書） 1999年
- 『百年の中国人』（朝日新聞社） 2000年
- 『魯迅事典』（三省堂） 2002年
- 『中国映画 百年を描く、百年を読む』（岩波書店） 2002年
- 『新・魯迅のすすめ』（日本放送出版協会、NHK人間講座）2003年
- 『中国見聞一五〇年』（日本放送出版協会、生活人新書） 2003年
- 『村上春樹のなかの中国』（朝日選書） 2007年
- 『魯迅 東アジアを生きる文学』（岩波新書） 2011年
- 『中国語圏文学史』（東京大学出版会） 2011年
- 『魯迅と日本文学 漱石・鴎外から清張・春樹まで』（東京大学出版会） 2015年

### 編著・共著
- 『新しい中国文学史』（大木康共著、ミネルヴァ書房） 1997年
- 『台湾の「大東亜戦争」』（黄英哲, 垂水千恵共編、東京大学出版会） 2002年
- 『20世紀の中国文学』（放送大学教育振興会） 2005年
- 『世界は村上春樹をどう読むか』（柴田元幸, 沼野充義, 四方田犬彦、文藝春秋） 2006年
- 『村上春樹の読みかた』（石原千秋, 亀山郁夫, 三浦雅士, 加藤典洋共著、菅野昭正編、平凡社） 2012年

## 翻訳
- 『北京風俗大全 城壁と胡同の市民生活誌』（羅信耀、宮尾正樹, 佐藤豊, 坂井洋史共訳、平凡社） 1988年
- 『古井戸』（鄭義、JICC出版局） 1990年
- 『中国の村から』（莫言、長堀祐造共訳、JICC出版局） 1991年
- 『笑いの共和国 中国ユーモア文学傑作選』（白水Uブックス） 1992年
- 『花束を抱く女』（莫言、JICC出版局） 1992年
- 『夫殺し』（李昂、宝島社） 1993年
- 『酒国 特捜検事丁鈎児の冒険』（莫言、岩波書店） 1996年
- 『現代中国短編集』（平凡社ライブラリー） 1998年
- 『神樹』（鄭義、朝日新聞社） 1999年
- 『ヴィクトリア倶楽部』（施叔青、国書刊行会） 2002年
- 『自伝の小説』（李昂、国書刊行会） 2004年
- 『故郷 / 阿Q正伝』（魯迅、光文社古典新訳文庫） 2009年
- 『酒楼にて / 奔月』（魯迅、光文社古典新訳文庫） 2010年
- 『地図集』（董啓章、中島京子共訳、河出書房新社） 2012年
- 『透明な人参 莫言珠玉集』（朝日出版社） 2013年
- 『莫言の思想と文学 世界と語る講演集』（林敏潔編、林敏潔共訳、東方書店） 2015年
- 『傾城の恋 / 封鎖』（張愛玲、光文社古典新訳文庫） 2018年 - 全5篇